# لادنبورغ
لادنبورغ (بالألمانية: Ladenburg) هي بلدة، مدينة وبلدة ألمانية تقع في ألمانيا في منطقة راين نيكار ‏. يقدر عدد سكانها بـ 11,510 نسمة .

## المدن التوأمة
مدن Garango وPaternion هي مدن توأمة لـلادنبورغ.

## أعلام
- بيرتا بنز
- كارل وولف
- كارل بنز